# Harnam
Zespół Tańca Ludowego „Harnam” im. Jadwigi Hryniewieckiej, (Reprezentacyjny Zespół Województwa Łódzkiego) – najstarszy zespół folklorystyczny w Polsce, założony w 1947 roku przez Jadwigę Hryniewiecką. Siedziba zespołu mieści się przy ul. Piotrkowskiej 282a w pofabrycznym kompleksie Białej Fabryki Ludwika Geyera w Łodzi.

## Historia

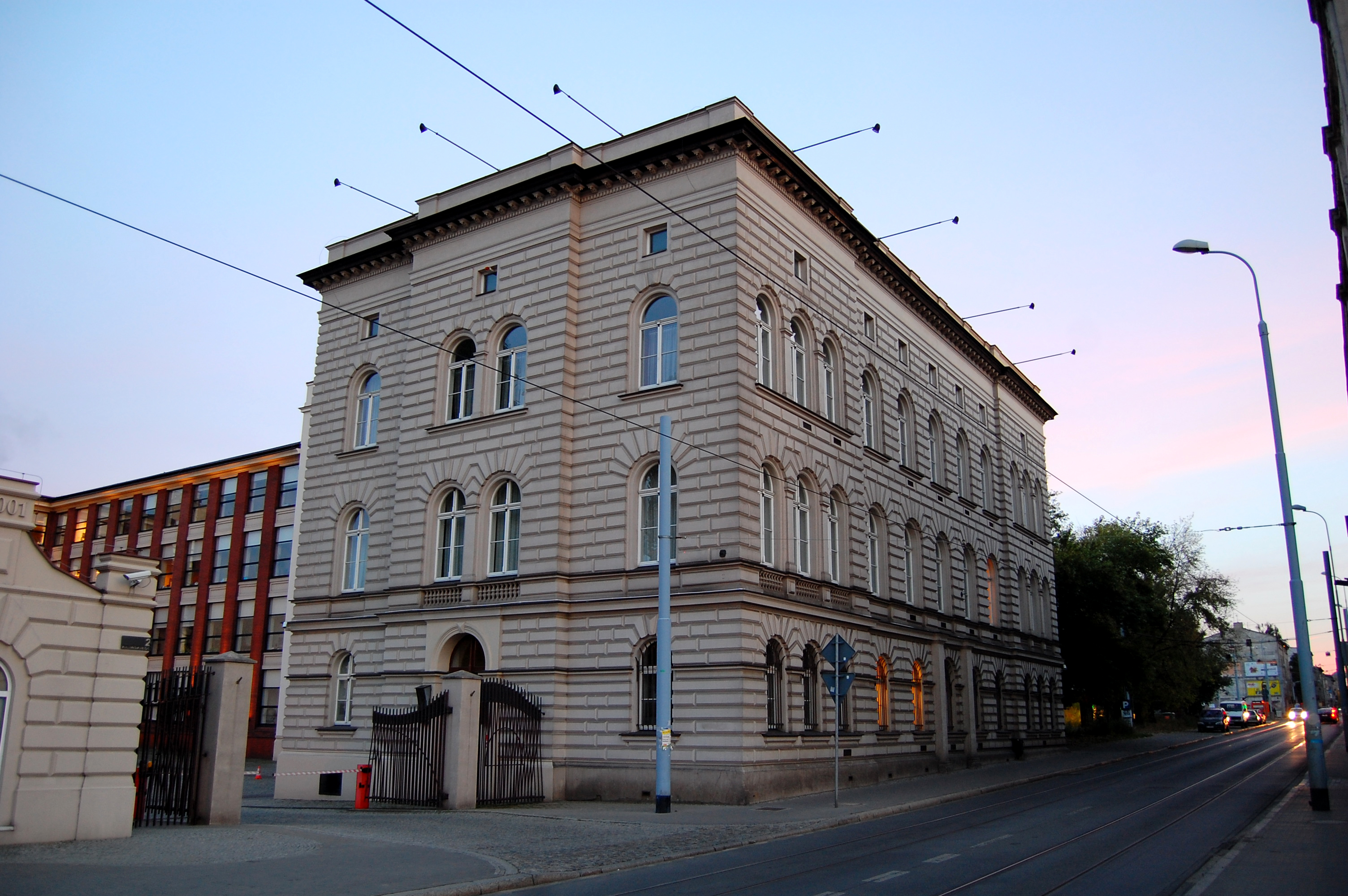
ul. Kilińskiego 2 – pierwsza siedziba zespołu (budynek w tle)

Historia „Harnama” sięga 1947 roku, kiedy to Jadwiga Hryniewiecka opracowała układy choreograficzne do przedstawień przygotowywanych przez zespół teatralny działający przy świetlicy Państwowych Zakładów Przemysłu Bawełnianego nr 8 w Łodzi (dawnych zakładów Biedermanna). Zespół Tańca Ludowego powstał w marcu 1947, pierwszy skład stanowiło 13 tancerek. Kierownikiem artystycznym i choreografem Zespołu została Jadwiga Hryniewiecka, kierownikiem organizacyjnym Maria Szkudlarek – będącej jednocześnie kierownikiem świetlicy przemianowanej na Zakładowy Dom Kultury działający przy ZPB nr 8 im. Szymona Harnama, kierownictwo muzyczne powierzono Marii Wahlman. Pierwszy wyjazd zagraniczny Zespołu odbył się w 1949 roku do Czechosłowacji. W 1950 roku w „Harnamie” utworzono grupy dziecięce. W 1954 roku na stanowisku zastępcy kierownika Przyzakładowego Domu Kultury został zatrudniony tancerz Zespołu Andrzej Klinowski. W 1957 „Harnam” wyjechał do Francji na XXII Festiwal Tańców Ludowych w Nicei, po którym został zaproszony na występy w Pałacu Filmowym w Cannes, gdzie zdobył „Palmę Lazurowego Wybrzeża”.  W 1963 roku ZTL „Harnam” odbył tournée po Wietnamie, Chinach i Mongolii, podczas którego tancerze byli gośćmi m.in. prezydenta Wietnamu Hồ Chí Minha. W 1968 roku asystentem Jadwigi Hryniewieckiej został Sławomir Mazurkiewicz. W kolejnym roku Zespół został zaproszony na inauguracyjny rejs TSS Stefana Batorego do Stanów Zjednoczonych, była to też pierwsza wizyta „Harnama” w Ameryce. W 1978 roku choreografem i kierownikiem Zespołu został Sławomir Mazurkiewicz, który zastąpił odchodzącą na emeryturę Jadwigę Hryniewiecką. W kolejnym roku na emeryturę odeszła Maria Szkudlarek, którą zastąpił Andrzej Klinowski. W 1982 roku do Rumunii wyjechała w swoją pierwszą zagraniczną podróż grupa dziecięca. 12 marca 1988 roku w Teatrze Wielkim w Łodzi Zespół świętował jubileusz czterdziestolecia, podczas którego „Harnam” został odznaczony Dyplomem Honorowym Ministerstwa Kultury i Sztuki, Odznaką Towarzystwa „Polonia” i Odznaką „Przyjaciel Dziecka”. Złotymi Odznakami Towarzystwa „Polonia” zostały nagrodzone również Jadwiga Hryniewiecka i Maria Szkudlarek, a srebrnymi Andrzej Klinowski i Stanisław Kryński. W tym samym roku 19 czerwca zmarła założycielka zespołu Jadwiga Hryniewiecka.
Okres transformacji ustrojowej był trudnym czasem zarówno dla zakładów włókienniczych w Łodzi, jak i przyzakładowych instytucji kultury. W 1990 roku na emeryturę odszedł Sławomir Mazurkiewicz, a  kierownikiem artystycznym została dotychczasowa asystent choreografa Maria Kryńska. W kolejnym roku na emeryturę odszedł również Andrzej Klinowski, a jego następcą został Stanisław Kryński. 1 maja 1991 roku zmarła Maria Szkudlarek. W tym samym roku widząc niestabilność finansową dyrekcja Zakładów podjęła decyzję o likwidacji Domu Kultury i aby zapewnić możliwość funkcjonowania Zespołu powołała Fundację Kulturalną „Harnam” im. J. Hryniewieckiej i M. Szkudlarek.
W 1994 roku Maria Kryńska i Krzysztof Sitkowski założyli studio terapeutyczne dla dzieci i młodzieży chorych na zespołem Downa, za co w trzy lata później zostali odznaczeni Orderem Uśmiechu.  16 maja 1997 roku w Teatrze Wielkim odbył się jubileusz pięćdziesięciolecia, podczas którego Zespół otrzymał Nagrodę Miasta Łodzi*, a Maria Kryńska i Krzysztof Sitkowski odznaki „Za zasługi dla Miasta Łodzi”.  W 2000 Zespół Tańca Ludowego „Harnam” został doceniony przez samorząd województwa łódzkiego otrzymując tytuł „Reprezentacyjnego Zespołu Województwa Łódzkiego”.
W 2008 roku Zespół przestał mieć możliwość korzystania z lokali przy ulicy Kilińskiego 2, wykupionych kilka lat wcześniej od upadających ZPB przez firmę Atlas. Zespół został włączony w struktury organizacyjne Teatru Lalek „Arlekin”, powstało „Stowarzyszenie Sympatyków ZTL HARNAM”, a Prezydent Miasta przekazał na potrzeby Zespołu budynek przy ulicy Piotrkowskiej 282a. Maria i Stanisław Kryńscy odeszli na emeryturę i przestało działać studio terapeutyczne. Kilkakrotnie zmieniano kierownictwo. W 2011 roku kierownikiem Zespołu została była tancerka „Harnama” Joanna Formańska. 21 kwietnia 2012 w Teatrze Muzycznym odbył się jubileuszowy koncert 65-lecia Zespołu. Podczas koncertu zostały wręczone Srebrne Medale „Zasłużony Kulturze Gloria Artis” dla Zespołu oraz dla wieloletniego tancerza i pedagoga – Krzysztofa Sitkowskiego. Od kwietnia do sierpnia 2012 roku miała miejsce wystawa kostiumów Zespołu „Harnam od podszewki” w Centralnym Muzeum Włókiennictwa w Łodzi. W październiku wydano publikację przedstawiającą historię, repertuar i dorobek artystyczny Zespołu pt. Fabryka tańca. Jest to jedyna tak obszerna publikacja o zespole folklorystycznym w Polsce. W latach 2012–2016 kierownikiem artystycznym Zespołu był Krzysztof Sitkowski, który następnie został konsultantem merytorycznym, a funkcję kierownika przejęła Joanna Wolańska.
W 2017 roku Zespół Tańca Ludowego „Harnam” stał się filią Poleskiego Ośrodka Sztuki. 14 października odbył się wernisaż wystawy „Oblicza polskiego tańca. Jadwiga Hryniewiecka”, a 17 listopada Zespół świętował w Teatrze Wielkim jubileusz siedemdziesięciolecia, który rozpoczął się polonezem pokoleń według stworzonej specjalnie na to wydarzenie choreografii Sławomira Mazurkiewicza, w której zatańczyło blisko 200 „Harnamowców”. Podczas koncertu wiceprezydent Krzysztof Piątkowski przeczytał akt potwierdzający nadanie Zespołowi imienia Jadwigi Hryniewieckiej. W 2018 roku z Zespołu odeszła Joanna Wolańska i Joanna Formańska. We wrześniu 2018 kierownikiem Zespołu został Łukasz Skonieczny, a choreografem Maria Kuśnierz-Skonieczna.
W 2021 zespół stał się częścią Miejskiej Strefy Kultury.

## Tournées artystyczne
ZTL Harnam odwiedził 35 państw:
- Algieria ('75, '85),
- Wielka Brytania ('68, '79, '97),
- Austria ('51, '62),
- Belgia ('62, '66, '73, '84, '88, '94, '95),
- Chiny ('63, 2013, 2023[6]),
- Chorwacja ('92),
- Czechosłowacja ('49, '84),
- Czechy (2005),
- Egipt ('88),
- Finlandia (2007),
- Francja ('75, '76, '77, '80, '83, '84, '85, '86, '91, '92, '94, '96, 2004, 2006),
- Hiszpania ('78, '94, '96, '98, 2008, 2009),
- Holandia ('83, '85),
- Jugosławia ('82, '95),
- Kanada ('69, '72),
- Korea Północna ('86),
- Luksemburg ('86),
- Łotwa (2007),
- Maroko ('85, 2010),
- Mongolia ('63),
- Niemcy ('59, '78, '92, 2005, 2009),
- NRD ('50, '51, '52, '53, '61, '62, '65, '73, '75, '77, '79, '87, '89),
- Portugalia ('94),
- Rumunia ('53, '69, 2008, 2015),
- Syria ('87),
- Szwajcaria ('64),
- Szwecja (2003),
- Tunezja ('74),
- Turcja ('98, 2000, 2002, 2003, 2005, 2012, 2014),
- USA ('69, '72),
- Węgry (2002, 2006),
- Wietnam ('63),
- Włochy ('58, '61, '91, 2024),
- ZSRR ('64, '77)
  - Mołdawska SRR ('74)

## Filmy
| Tytuł                               | Reżyser             | Rok produkcji |
| ----------------------------------- | ------------------- | ------------- |
| Żołnierz zwycięstwa                 | Wanda Jakubowska    | 1953          |
| Przygoda na Mariensztacie           | Leonard Buczkowski  | 1953          |
| Niedaleko Warszawy                  | Maria Kaniewska     | 1954          |
| Noc poślubna                        | Erik Blomberg       | 1958          |
| Popioły                             | Andrzej Wajda       | 1965          |
| Pan Wołodyjowski                    | Jerzy Hoffman       | 1969          |
| Przygody pana Michała               | Paweł Komorowski    | 1969          |
| Jak rozpętałem drugą wojnę światową | Tadeusz Chmielewski | 1969          |
| 150 na godzinę                      | Wanda Jakubowska    | 1971          |
| OjDADAna                            | Jan Jakub Kolski    | 1996          |
| Obywatel                            | Jerzy Stuhr         | 2014          |

## Odznaczenia
| Odznaczenie                                     | Data nadania |
| ----------------------------------------------- | ------------ |
| Order Sztandaru Pracy II Klasy                  | 1955         |
| Order Pracy Demokratycznej Republiki Wietnamu   | 1963         |
| Order Sztandaru Pracy I Klasy                   | 1967         |
| Honorowa Odznaka Towarzystwa Polonia            | 1988         |
| Medal Serce Dziecku                             | 1995         |
| Medal Honorowy Wojewody Łódzkiego               | 1997         |
| Srebrny Medal „Zasłużony Kulturze Gloria Artis” | 2012         |

## Nagrody
| Nagroda | Rok  | Miejsce          |
| --- | ---- | ---------------- |
| Palma Lazurowego Wybrzeża | 1957 | Cannes (Francja) |
| Złote Skrzydło Ikara | 1969 | Mielec           |
| Złote Skrzydło Ikara | 1971 | Mielec           |
| Złote Skrzydło Ikara | 1973 | Mielec           |
| Nagroda I stopnia na Międzynarodowym Konkursie Tańca „Przyjaźń Narodów"                                                      | 1974 | Kiszyniów        |
| „Polonez '99” – Grand Prix                                                                                                   | 1999 | Lubaczów         |
| Puchar Wójta Gminy Wolbórz na II Festiwalu Dziecięcych Zespołów Ludowych Województwa Łódzkiego                               | 2009 | Wolbórz          |
| I miejsce na XXV Przeglądzie Kapel i Zespołów Stylizowanych im. Jana Delety                                                  | 2012 | Szydłowiec       |
| I miejsce na Międzynarodowym Festiwalu Turystyki Kulturowej „Kunming Carnival” (w kategorii zespoły zagraniczne)             | 2013 | Kunming (Chiny)  |
| I miejsce na Międzynarodowym Festiwalu Turystyki Kulturowej „Kunming Carnival” (w kategorii wszystkie zespoły)               | 2013 | Kunming (Chiny)  |
| I miejsce na X Ogólnopolskim Festiwalu Zespołów Artystycznych Wsi Polskiej (w kategorii zespołów w opracowaniu artystycznym) | 2015 | Kielce           |

## Grupa OFF Harnam
Grupa OFF Harnam – grupa taneczna założona w 2008 roku przez Joannę Wolańską, działająca w strukturach Zespołu Tańca Ludowego „Harnam” do 2017 roku.
Grupa powstała w 2008 roku z inicjatywy Joanny Wolańskiej. Początkowo działała w stylu tanecznym, utworzonym przez założycielkę grupy – folk jazz. Najważniejszym wydarzeniem był koncert jubileuszowy 65-lecia ZTL Harnam (2012), na który został przygotowany spektakl „Korzenie”, stający się wzorem tego nurtu, polegającego na czerpaniu inspiracji z polskiego folkloru, legend i baśni, a którego forma często jest stylizacją polskich tańców narodowych i ludowych przeplatających się z techniką jazzową i współczesną. Wkrótce potem grupa zajęła się również innymi technikami jak tańcem jazzowym, współczesnym, formami taneczno-teatralnymi i performatywnymi.
Wraz z odejściem z Zespołu na początku 2018 roku Joanny Wolańskiej grupa przestała istnieć.
| Nagroda                                         | Rok  | Miejsce       |
| ----------------------------------------------- | ---- | ------------- |
| III miejsce III Ogólnopolskiego Festiwalu Tańca | 2010 | Łódź (Polska) |
| I miejsce na festiwalu Folkowe Inspiracje       | 2014 | Łódź (Polska) |